# بازر الصخرة

صورة بيانية لخريطة بازر سكرة

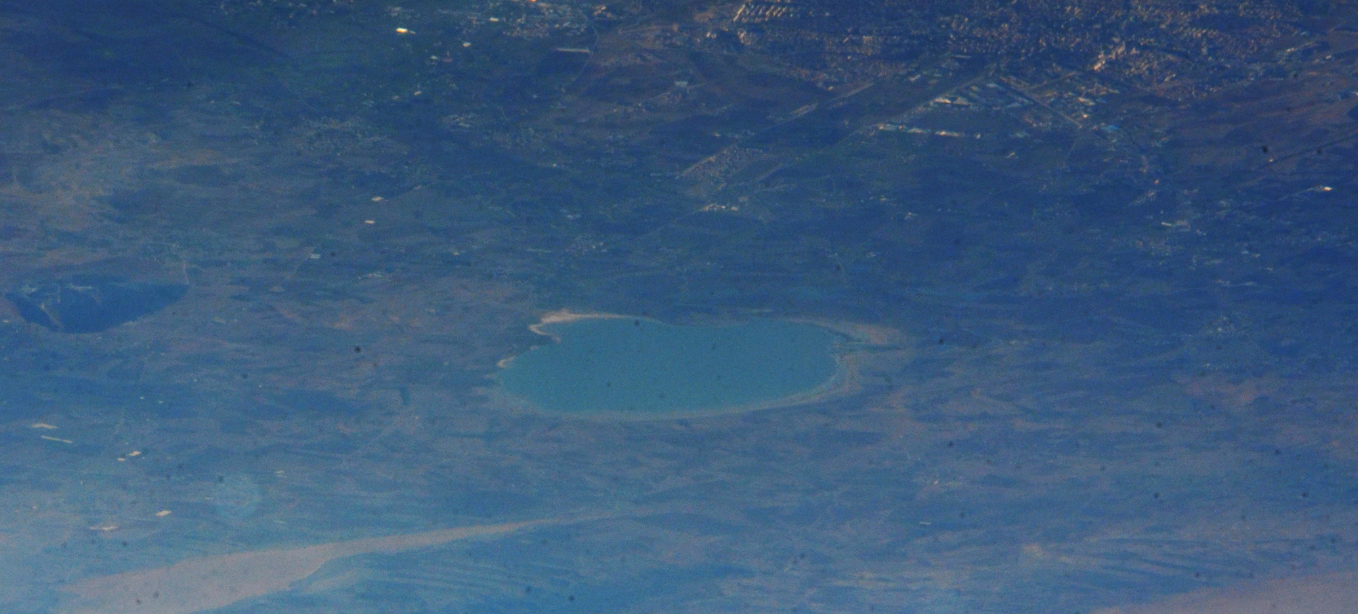
سبخة بازر

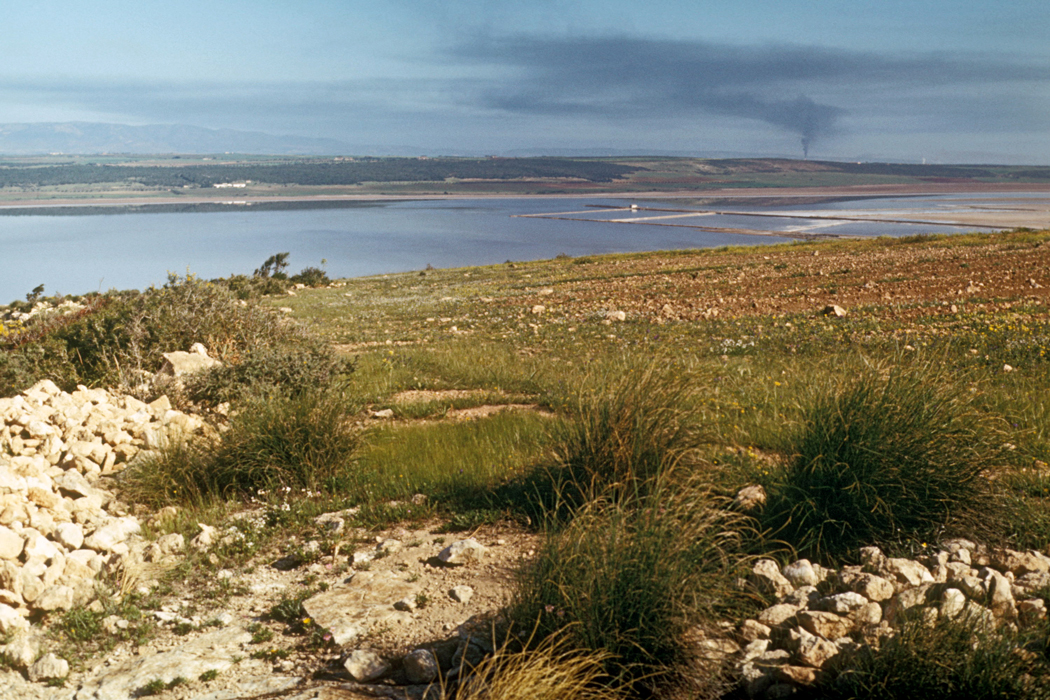
سبخة بازر

بازر الصخرة أو بازر سكرة أو بازر سخرة هي بلدية جزائرية تابعة إقليمياً (1) وإدارياً (2) لـدائرة العلمة الكائنة في ولاية سطيف الجزائرية، والتي تقع شمال شرق البلاد (الجزائر)، ضمن الإقليم الشمال الشرقي الجزائري، وفي الجهة الشرقية من إقليم الهضاب العليا، تبعد عن مركز ولاية سطيف، مدينة سطيف بحوالي 35 كلم، وعن مدينة العلمة بـ 6 كلم، وعن الجزائر العاصمة بـ 322 كلم، تقع شرق مدينة سطيف، تحدها شمالا بلدية العلمة، وشرقا بلدية بئر العرش وبلدية حمام السخنة وغربا بلدية قجال وجنوبا بلدية التلة وعين لحجر، وهي بلدية مساحتها 158 كم 2، ويبلغ تعدادها السكاني حوالي 39500 نسمة، أغلبهم يمارس الفلاحة من زراعة، وتربية الماشية والدواجن، ومؤخرا عرفت المنطقة نشاطا في مجال التجارة

## حقائق سريعة
- بازر سكرة بلدية جزائرية تابعة إقليمياً وإدارياً إلى دائرة العلمة التابعة إلى ولاية سطيف الجزائرية.
- تقع البلدية شرق ولاية سطيف الجزائرية في الجهة الشرقية من إقليم الهضاب العليا، وفي الإقليم الشمال الشرقي الجزائري.
- تقع البلدية على دائرة عرض: 36.0795448 وخط طول: 5.6140973، وعلى ارتفاع: 800 فوق سطح البحر.
- يمر بـ البلدية الطريق الوطني رقم 5، والطريق الوطني رقم 75، والطريق الوطني رقم 77، والطريق الولائي رقم 171.
- يوجد بـ البلدية شبكة من الطرق البلدية والتي تربط جميع الأماكن الحضرية، والتجمعات السكانية بـ البلدية ببعضها البعض، منها طريق الزعابيب، وطريق حمام السخنة، وطريق للإرادة، والطريق البلدي رقم 7، والطريق البلدي رقم 62 والطريق البلدي رقم 72.
- يبعد مركز ولاية سطيف مدينة سطيف عن البلدية بـ 35 كلم، والذي يقع على الغرب منها.
- تبعد البلدية عن مدينة العلمة بـ 6 كلم.
- تقع البلدية شرق مدينة سطيف، يحدها شمالاً بلدية العلمة، وجنوباً بلدية التلة، وحمام السخنة، وعين لحجر، وشرقاً بلدية بئر العرش وحمام السخنة، وغرباً بلدية قجال وأولاد صابر، في الشمال الشرقي منها تقع بلدية بئر العرش، وفي الشمال الغربي بلدية أولاد صابر، وفي الجنوب الشرقي منها بلدية حمام السخنة، والجنوب الغربي بلدية عين لحجر.
- البلدية هي منطقة فلاحية تشتهر بالزراعة بجميع أنواعها، وتربية المواشي، والدواجن، كما تعرف بالصناعة والحرف التقليدية، والتجارة.

## عن البلدية
تعد بلدية بازر سكرة اليوم من بين البلديات المهمة في ولاية سطيف، وذلك لموقعها الإستراتيجي، وللكثافة السكانية المتواجدة بها، ولـضمها الكثير من التجمعات السكانية، من بلدات، وقرى، ومداشر، ومشاتي، ودواوير، كما أنها تحوي أهم أماكن النشاط الفلاحي في الولاية، وتعرف نشاطا كبيرا في مجال الصناعات التقليدية، بالإضافة إلى أنها تقع على قرب أهم المناطق الحضرية في ولاية سطيف الجزائرية كـ سطيف، والعلمة، وقجال، وأولاد صابر، وحمام السخنة، عين لحجر، بئر العرش...

## معلومات مهمة
- البلدية: بازر سكرة
- الاسم بالفرنسية: Bazer Sakra
- تابعة إدارياً وإقليمياً إلى: دائرة العلمة ولاية سطيف الجزائر
- DZ.SF.BS
- تاريخ إنشاء البلدية:
- عنوان مقر البلدية: الملاح العموشي
- رمز البلدية: 1931
- الرمز البريدي: 19036
- الهاتف: 036.46.61.94
- الفاكس: 036.46.61.97
- التعداد السكاني: حوالي 39500 نسمة
- الكثافة: 250 نسمة / كم 2
- المساحة: 158 كم 2
- الحزب الحاكم:
- رئيس المجلس الشعبي البلدي الحالي:
- أعضاء المجلس الشعبي البلدي الحاليين:
- المندوبيات والملحقات الادارية:

## أهم التجمعات السكانية
- دوار الباسحة(بوساحة)(مشتة بلجودي)
- الملاح عموشي (قرية الملاح)
- الزعابيب
- حي مزيان الشريف (لاسيتي)
- مشتة النواصر
- مشتة الزغاغرة
- ميشتة خربة
- مشتة لعوازڤة
- مشتة الزڤاڤرة
- مشتة شوافة
- جحاورة
- شوادرة
- الحجاج
- الزاوية
- الشرفة
- لجليد
- لفراده
- مرجة الشطوط
- بازر (بازر سكرة)

## جغرافيا
توجد البلدية شمال شرق البلاد (الجزائر)، ضمن الإقليم الشمالي الشرقي الجزائري، وفي إقليم الهضاب العليا (3)، في الجهة الشرقية من الإقليم، وبالضبط في عاصمة الهضاب العليا (ولاية سطيف)، في الجهة الشرقية من الولاية، على دائرة عرض: 36.0795448 وخط طول: 5.6140973 وعلى ارتفاع: 800 فوق سطح البحر.

### الموقع
* الموقع الجغرافي: بازر سكرة
- الإحداثيات: 36°04′13″N 5°43′49″E / 36.07028°N 5.73028°E

## البيئة

### الغطاء النباتي
تعرف بلدية بازر سكرة بكثافة الغطاء النباتي، وتنوع أصنافه، ويعكس هذا الغطاء النباتي الظروف المناخية وخصائص التربة السائدة في المنطقة، التي تشكل العناصر الأساسية في رسم الصورة النباتية حيث ينتشر في المنطقة الكثير من أصناف النبتات والأشجار، وحتى النادرة منها تتوفر عليها المنطقة..

## المناخ
- مناخ بازر سكرة متوسطي (أقاليم مناخية: Csa)

* الطقس: بازر سكرة
تتميز بلدية بازر سكرة بشتاء بارد وممطر، كما تعرف المنطقة هطول ثلوج كثيفة لأيام عديدة من فصل الشتاء، وبداية فصل الربيع «كالعديد من المناطق الداخلية الجزائرية»، أما فصل الصيف فهو حار نسبيا وجاف.
| البيانات المناخية لـبلدية بازر سكرة                                                                        | البيانات المناخية لـبلدية بازر سكرة | البيانات المناخية لـبلدية بازر سكرة | البيانات المناخية لـبلدية بازر سكرة | البيانات المناخية لـبلدية بازر سكرة | البيانات المناخية لـبلدية بازر سكرة | البيانات المناخية لـبلدية بازر سكرة | البيانات المناخية لـبلدية بازر سكرة | البيانات المناخية لـبلدية بازر سكرة | البيانات المناخية لـبلدية بازر سكرة | البيانات المناخية لـبلدية بازر سكرة | البيانات المناخية لـبلدية بازر سكرة | البيانات المناخية لـبلدية بازر سكرة | البيانات المناخية لـبلدية بازر سكرة |
| الشهر | يناير                               | فبراير                              | مارس                                | أبريل                               | مايو                                | يونيو                               | يوليو                               | أغسطس                               | سبتمبر                              | أكتوبر                              | نوفمبر                              | ديسمبر                              | المعدل السنوي                       |
| --- | ----------------------------------- | ----------------------------------- | ----------------------------------- | ----------------------------------- | ----------------------------------- | ----------------------------------- | ----------------------------------- | ----------------------------------- | ----------------------------------- | ----------------------------------- | ----------------------------------- | ----------------------------------- | ----------------------------------- |
| الدرجة القصوى °م (°ف)                                                                                      | 20.3 (68.5)                         | 23.0 (73.4)                         | 29.1 (84.4)                         | 30.3 (86.5)                         | 36.0 (96.8)                         | 38.6 (101.5)                        | 39.5 (103.1)                        | 40.0 (104.0)                        | 37.2 (99.0)                         | 34.0 (93.2)                         | 25.0 (77.0)                         | 23.7 (74.7)                         | 40.0 (104.0)                        |
| متوسط درجة الحرارة الكبرى °م (°ف)                                                                          | 9 (48)                              | 11 (52)                             | 15 (59)                             | 17 (63)                             | 23 (73)                             | 28 (82)                             | 33 (91)                             | 32 (90)                             | 26 (79)                             | 20 (68)                             | 13 (55)                             | 10 (50)                             | 20 (68)                             |
| المتوسط اليومي °م (°ف)                                                                                     | 7.1 (44.8)                          | 8.1 (46.6)                          | 9.6 (49.3)                          | 10.4 (50.7)                         | 14.6 (58.3)                         | 19.5 (67.1)                         | 22.2 (72.0)                         | 21.2 (70.2)                         | 18.4 (65.1)                         | 14.4 (57.9)                         | 10.4 (50.7)                         | 8.9 (48.0)                          | 13.7 (56.7)                         |
| متوسط درجة الحرارة الصغرى °م (°ف)                                                                          | 3.6 (38.5)                          | 2.1 (35.8)                          | 2.2 (36.0)                          | 3.5 (38.3)                          | 8.0 (46.4)                          | 9.3 (48.7)                          | 14.3 (57.7)                         | 17.6 (63.7)                         | 12.7 (54.9)                         | 9.5 (49.1)                          | 6.1 (43.0)                          | 3.4 (38.1)                          | 7.7 (45.8)                          |
| أدنى درجة حرارة °م (°ف)                                                                                    | −6.0 (21.2)                         | −7.6 (18.3)                         | −4.0 (24.8)                         | −2.2 (28.0)                         | 1.0 (33.8)                          | 4.0 (39.2)                          | 6.7 (44.1)                          | 9.0 (48.2)                          | 7.0 (44.6)                          | 2.0 (35.6)                          | −4.0 (24.8)                         | −5.0 (23.0)                         | −7.6 (18.3)                         |
| الهطول مم (إنش)                                                                                            | 60.6 (2.39)                         | 54.3 (2.14)                         | 56.8 (2.24)                         | 48.2 (1.90)                         | 37.5 (1.48)                         | 18.9 (0.74)                         | 8.9 (0.35)                          | 12.2 (0.48)                         | 26.4 (1.04)                         | 28.4 (1.12)                         | 33.5 (1.32)                         | 61.1 (2.41)                         | 446.8 (17.61)                       |
| متوسط الأيام الممطرة (≥ 1 mm)                                                                              | 6                                   | 4                                   | 4                                   | 4                                   | 3                                   | 2                                   | 0                                   | 2                                   | 4                                   | 4                                   | 4                                   | 5                                   | 42                                  |
| متوسط الأيام المثلجة (≥ 1 cm)                                                                              | 1                                   | 1                                   | 0                                   | 0                                   | 0                                   | 0                                   | 0                                   | 0                                   | 0                                   | 0                                   | 0                                   | 1                                   | 3                                   |
| متوسط الرطوبة النسبية (%)                                                                                  | 69.9                                | 57.3                                | 63.1                                | 62.6                                | 58.0                                | 45.8                                | 38.8                                | 42.9                                | 55.9                                | 59.3                                | 65.8                                | 69.7                                | 57.4                                |
| المصدر #1: الإدارة الوطنية للمحيطات والغلاف الجوي (فترة : 1961–1990)                                       |                                     |                                     |                                     |                                     |                                     |                                     |                                     |                                     |                                     |                                     |                                     |                                     |                                     |
| المصدر #2: climatebase.ru (الدرجات القصوى، الرطوبة) المصدر الثالث : Climate Zone (الأيام الممطرة والمثلجة) |                                     |                                     |                                     |                                     |                                     |                                     |                                     |                                     |                                     |                                     |                                     |                                     |                                     |

## سبخة بازر
سبخة بازر (4) (بالفرنسية: Sebkhet Bazer) هي عبارة عن بحيرة كبيرة من المياه المالحة تقع في الجنوب من بلدية بازر سكرة، تعد سبخة بازر سكرة التي يحدها من الشمال مرجة الشطوط ومن الشرق مشتة النواصر، وتبعد عن مدينة العلمة بـ09 كلم من بين المحميات التي تتطلب اهتماما خاصا وبرنامجا مسطرا لعطائها مكانة محلية أولا ووطنية ثانيا، وهي تتربع على مساحة تقدر بـ1150 هكتار وتصب فيها ثلاثة أودية، واد القيطون وجرمان وواد الملاح. هذا الأخير الذي يزود السبخة بالمياه الصناعية وهو الذي يضمن تشبعها أيام فصل الصيف، إضافة إلى مياه شعبة براو وشعبة النواصر، وهذه السبخة تتنوع بغطاء نباتي وحيواني وبالأخص منه الطيور المائية والتي تقدر بحوالي 14 نوع حسب إحصائيات الفلاحة والتنمية الريفية لسنة 2007. وإن أهمية هذه المحمية، يوجب أن لاتبقى دون استغلال عقلاني ورشيد والذي يؤهلها أن تكون قطبا سياحيا ليس في الجزائر فقط بل على الصعيد العالمي أيضا.

## المجال الثقافي
بلدية بازر سكرة معروفة على المستوى القطر الوطني بالتراث والشعر واللأدب الشعبي...

## الرياضة
تعرف البلدية اهتماما بالغا بالمجال الرياضي وبمختلف تخصصاته، ويتركز اهتمام شباب البلدية (بازر سكرة) بكرة القدم في الدرجة أولى، وكرة السلة تشكل ثاني اهتمامات شباب البلدية، كما يوجد نشاط مميز في مجال كرة اليد، وكرة الطائرة، وكرة الصالات، ورياضة تنيس، وكرة الطاولة، وتعرف المنطقة اهتماما خاصا برياضة السباحة، والفروسية، ورياضة الفيتنس، وكمال الأجسام، ورفع الأثقال، وتعرف المنطقة أيضا نشاطاً مكثفا في مجال رياضة الفنون القتالية (الفنون الدفاعية)...

## وصلات خارجية
- موقع ولاية سطيف
- مدونة التربية والتعليم (موقع مديرية التربية لولاية سطيف)
- مديرية التجارة لولاية سطيف
- إذاعة سطيف (البث الحي)
- موقع وزارة الداخلية والجماعات المحلية والتهيئة العمرانية الجزائرية

## هوامش
(1) الإقليم هو مساحة مكانية معينة ومحددة تمثل الخطوط الجغرافية للدولة، وهو جزء من سطح الأرض، يتميز بخصائص بشرية وطبيعية واقتصادية تميزه عن باقي المناطق.
(2) الإدارة هي عملية تحقيق الأهداف المرسومة بالاستخدام الأمثل للموارد المتاحة، وفق منهج مُحدّد، وضمن بيئة معينة والإدارة[1] فرع من العلوم الاجتماعية، وهي أيضًا عملية التخطيط والتنظيم والتنسيق والتوجيه والرقابة على الموارد المادية والبشرية للوصول إلى أفضل النتائج بأقصر الطرق وأقل التكاليف المادية. وتعتبر الإدارة من أهم الأنشطة الإنسانية في أي مجتمع، على أساس اختلاف مراحله، تطوره، وذلك لما للإدارة من تأثير علي حياة المجتمعات لارتباطها بالشؤون الاقتصادية، والاجتماعية، والسياسية. ولأن الإدارة هي التي تقوم بجمع الموارد الاقتصادية وتوظيفها لكي نشبع بها حاجات الفرد والجماعة في المجتمع. فبالإدارة يصنع التقدم الاجتماعي، وعليها تعتمد الدول في تحقيق التقدم والرخاء لمواطنيها، والإدارة الناجحة هي الأساس في نجاح المنظمة وتفوقها على منافسيها.
(3) _ الهضاب العليا إقليم من النجود، وهي متطقة تمتد من تلمسان الواقعة غرب الجزائر إلى سوق أهراس الواقعة شرقها، وتضم معظم المناطق الداخلية. تتميز منطقة الهضاب العليا بصيف حار وجاف وشتاء بارد تصل أدنى درجة حرارة فيه إلى 1- درجة مئوية. أما التساقط فيكون ما بين 250 ملمتر إلى 400 ملمتر سنويا.الفصلان الملاحظان عموما في هذه المنطقة هما الصيف والشتاء إذ أنه يبدو للإنسان في أول وهلة أنه مر فصلان في السنة فقط باعتبار أن المناخ السائد هناك هو المناخ القاري.
(4) سبخة السَّبَخَةُ أو السَّبْخَةُ: لغويا: السبخة كلمة عربية تعني «الأرض المالحة» أو «البحيرة المالحة» أو «الحوض المالح». وعلمياً: تعني: أرض مستوية، عادة ما تقع بين صحراء ومحيط، وبين ساحل وصحراء، أو في مكانٍ سهلي وفي التلال أيضاً، وهي عبارة بحيرة ملحية أو حوض مائي مالح تسريبي غير ممتلئ بالماء عادة، أو بمعنى آخر هي عبارة عن بقابا حوض مائي جوفي، تكون أرضيته رطبة وطرية في الشتاء بفعل تساقط الأمطار، وتكون جافة صيفا بفعل ارتفاع الحرارة. ويتميز سطحه أي الحوض بوجود ترسبات ملحيّة وجبسيّة وترسبات كربونات الكالسيوم وكذلك رواسب جلبتها الرياح والمد المائيّ، وقد تحوي على الماء طبقاً لطور تكوّنها.